# الپوت (بیجو)
الپوت (بیجو) (به لاتین: Alpout (Bijo)) یک منطقهٔ مسکونی در جمهوری آذربایجان است که در شهرستان آغ سو واقع شده‌است.